# (6230) Fram
(6230) Fram est un astéroïde de la ceinture principale.

## Description
(6230) Fram est un astéroïde de la ceinture principale. Il fut découvert le 27 septembre 1984 à l'Observatoire Kleť par Zdeňka Vávrová. Il présente une orbite caractérisée par un demi-grand axe de 2,78 UA, une excentricité de 0,08 et une inclinaison de 3,3° par rapport à l'écliptique.
Il est nommé d'après le navire d'exploration polaire Fram.